# Olszanka (rejon bolszesołdatski)
Olszanka (ros. Ольшанка) – osiedle typu wiejskiego w zachodniej Rosji, w sielsowiecie wołokonskim rejonu bolszesołdatskiego w obwodzie kurskim.

## Geografia
Miejscowość położona jest 4,5 km od centrum administracyjnego sielsowietu wołokonskiego (Wołokonsk), 13 km od centrum administracyjnego rejonu (Bolszoje Sołdatskoje), 58 km od Kurska.

## Demografia
W 2010 r. miejscowość zamieszkiwały 4 osoby.